# Wereldkampioenschap dammen 1979 (match)

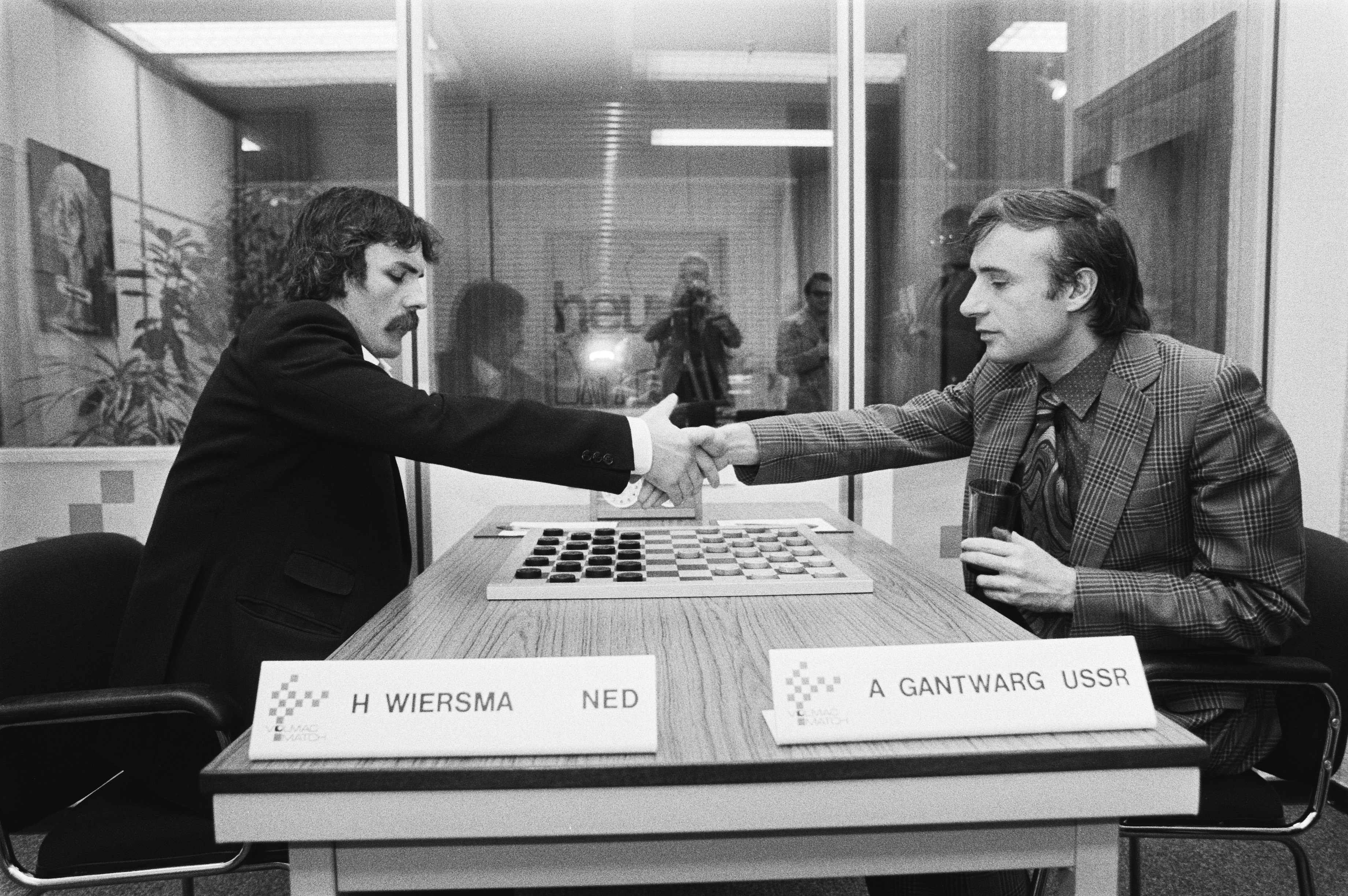
Voorlaatste ronde van de WK match tussen Wiersma (l) en Gantwarg.

De match om het wereldkampioenschap dammen 1979 werd van 1 t/m 27 oktober 1979 in Utrecht gespeeld door titelverdediger Anatoli Gantvarg en Harm Wiersma. 
De match bestond uit 20 partijen waarvan Wiersma 4 won en Gantvarg 2. Wiersma won de match dus met 22 - 18 en behaalde daarmee zijn tweede wereldtitel.

## Resultaten
| Rang | Land | Naam             | 1 | 2 | 3 | 4 | 5 | 6 | 7 | 8 | 9 | 10 | 11 | 12 | 13 | 14 | 15 | 16 | 17 | 18 | 19 | 20 | punten |
| ---- | ---- | ---------------- | - | - | - | - | - | - | - | - | - | -- | -- | -- | -- | -- | -- | -- | -- | -- | -- | -- | ------ |
| 1    | NED  | Harm Wiersma     | 1 | 1 | 1 | 0 | 1 | 1 | 2 | 1 | 1 | 2  | 1  | 1  | 1  | 2  | 1  | 0  | 1  | 1  | 2  | 1  | 22     |
| 2    | URS  | Anatoli Gantvarg | 1 | 1 | 1 | 2 | 1 | 1 | 0 | 1 | 1 | 0  | 1  | 1  | 1  | 0  | 1  | 2  | 1  | 1  | 0  | 1  | 18     |